# اندیس سر بیشه
سر بیشه یک اندیس فلزی است که در حوالی شهر بالا رود استان خراسان قرار دارد و مادهٔ معدنی موجود در آن، سرب و روی است.  